# Resolució 2220 del Consell de Seguretat de les Nacions Unides
La Resolució 2220 del Consell de Seguretat de les Nacions Unides fou adoptada el 22 de maig de 2015. El Consell va demanar als països que fessin el necessari i cooperessin contra el comerç il·legal d'armes.
La resolució fou redactada per Lituània. La resolució fou aprovada amb nou vots a favor. Angola, el Txad, Xina, Nigèria, Rússia i Veneçuela es van abstenir perquè consideraven que no es prestava prou atenció al comerç il·legal d'armes als actors no estatals i les armes arribaven fàcilment a les organitzacions terroristes.

## Contingut
El Consell va assenyalar que el dret dels pobles i els països a defensar-se era reconegut a l'article 51 de la Carta de les Nacions Unides. Les armes lleugeres es fabricaven amb finalitats de seguretat, esportives i comercials. Aquesta resolució tractava del comerç il·legal violant els embargaments d'armes de l'ONU, l'abús en conflictes armats i l'efecte desestabilitzador dels països en els conflictes que provocaven aquestes armes. El comerç il·legal d'armes també anava de la mà amb el narcotràfic, el blanqueig de capitals, l'explotació il·legal i el comerç de minerals, la delinqüència organitzada internacional i el terrorisme.
El 24 de desembre de 2014 va entrar en vigor el Tractat sobre el Comerç d'Armes, que va ser signat per un gran nombre de països. Aquesta convenció de les Nacions Unides pretenia regular el comerç internacional d'armes. Es va demanar a tots els països que consideressin la signatura del tractat i, en la mesura del possible, ajudessin a altres països a complir les disposicions del tractat.
El propi Consell de Seguretat milloraria la supervisió dels embargaments d'armes que imposava, però els propis països també havien d'introduir la legislació necessària per regular el comerç d'armes i gestionar les seves pròpies accions correctament. També es va demanar més cooperació entre països; entre altres coses, mitjançant l'intercanvi d'informació sobre comerciants sospitosos i transaccions financeres. En àrees de conflicte, es van iniciar programes efectius de desarmament, amb destrucció d'armes, així com la reforma de l'exèrcit i la policia.